# Evergestis vinctalis
Evergestis vinctalis là một loài bướm đêm trong họ Crambidae.